# Carex drymophila
Carex drymophila là một loài thực vật có hoa trong họ Cói. Loài này được Turcz. mô tả khoa học đầu tiên năm 1838.